# Rangrazān-e Soflá
Rangrazān-e Soflá (persiska: رنگرزان سفلى) är en ort i Iran.   Den ligger i provinsen Lorestan, i den centrala delen av landet, 300 km sydväst om huvudstaden Teheran. Rangrazān-e Soflá ligger 1 819 meter över havet och antalet invånare är 369.
Terrängen runt Rangrazān-e Soflá är huvudsakligen kuperad, men västerut är den platt.Runt Rangrazān-e Soflá är det ganska tätbefolkat, med 72 invånare per kvadratkilometer. Närmaste större samhälle är Aznā, 14,8 km nordost om Rangrazān-e Soflá. Trakten runt Rangrazān-e Soflá består i huvudsak av gräsmarker.